# Giulio Gallera
Giulio Gallera (Milán, 28 de abril de 1969) es un político italiano, actual consejero regional de Salud de Lombardía.

## Biografía
Nacido en Milán, es graduado en Derecho por la Universidad de Milán. Inició su carrera política en la Juventud Liberal, organización juvenil del Partido Liberal. En 1994, participó de la fundación de Forza Italia. Ha sido concejal del Ayuntamiento de Milán desde 1997. Posteriormente, fue nombrado miembro del Consejo Regional de Lombardía en 2012. En 2016 fue nombrado consejero de Salud y Bienestar por el presidente Roberto Maroni y, más tarde, confirmado por el presidente Attilio Fontana, en 2018.

### Crisis del Covid-19
En marzo de 2020, con motivo de la crisis del Covid-19, en la región italiana de Lombardía, una de las más afectada por el coronavirus, se puso en marcha, con la ayuda de las compañías telefónicas, el control de los movimientos de la población a través de una aplicación que rastreaba los teléfonos móviles. La idea era conocer el éxito de las medidas de confinamiento decretadas.